# 161 Athor
Athor (asteroide 161) é um asteroide da cintura principal com um diâmetro de 44,19 quilómetros, a 2,0523568 UA. Possui uma excentricidade de 0,1374982 e um período orbital de 1 340,71 dias (3,67 anos).
Athor tem uma velocidade orbital média de 19,30840199 km/s e uma inclinação de 9,05318º.
Este asteroide foi descoberto em 19 de Abril de 1876 por James C. Watson.
Este asteroide recebeu este nome em homenagem à deusa Hator da mitologia egípcia.